# Nizār ibn al-Mustanṣir bi-llāh
Nizār al-Muṣṭafā li-Dīn Allāh (in arabo  نزار المصطفى لدين الله‎?; Il Cairo, 26 settembre 1045 – Il Cairo, 1095) fu per breve tempo imām fatimide, nonché imam ismailita.

## Biografia
Nel dicembre 1094 a seguito della morte del padre, al-Mustanṣir bi-llāh, in quanto figlio maggiore fu indicato per tradizione come nuovo imām-califfo, ma fu subito deposto dal fratello minore Aḥmad al-Mustaʿlī, grazie al supporto del vizir militare al-Afḍal Shāhanshāh.
Riparò allora ad Alessandria d'Egitto, dove insorse contro al-Mustaʿlī con l'appoggio del locale governatore, il turco Naṣr al-Dawla Aftighīn, e della popolazione.
A un iniziale successo seguì la replica del vizir al-Afḍal Shāhanshāh, che assediò con successo Alessandria e prese prigioniero Nizār. Portato al Cairo, Nizār fu murato vivo dal fratello, secondo un antico accorgimento mirante a non lasciare ferite o segni di percosse sul cadavere di chi veniva giustiziato, dando modo all'ipocrisia del mandante e delle prone autorità religiose di attestare una morte naturale, quindi non perseguibile né sanzionabile.
L'insurrezione di Nizār non finì tuttavia con lui, dal momento che suo figlio, al-Hādī ibn Nizār, riuscì a fuggire ad Alamūt coi suoi seguaci, mantenendo in vita l'Imamato paterno tra quelle aspre montagne persiane. Invece altre tradizioni riportano che Nizār fu murato assieme al figlio e che fosse stato suo nipote a mettersi in salvo ad Alamūt.
La sua figura (considerata immortale e destinata a tornare visibile al mondo come Mahdi) servì a costituire il nuovo gruppo chiamato al-daʿwa al-jadīda ("Nuova propaganda"), contrapposta al gruppo dei Musta'liani, definito al-daʿwa al-qadīma ("Antica propaganda"), divenuti meglio noti in seguito, rispettivamente col nome di Khoja e Bohora.